# 清洪
清洪，SC（1947年6月25日—），原名葉清福（英語：Yap Cheng Hock），出生於馬來西亞，香港資深大律師，專欄作家，福建省政協委員。清洪亦是香港收費較高的大狀之一，半日的收費便高達50萬元，在法律界有「金牙大狀」稱號。

## 簡歷
其父親本姓顏，後來於1920年代因過繼至阿姨家而改姓葉。家境不俗，父親和母親分別信仰道教和漢傳佛教，有8兄弟姊妹，只有兩名男丁，葉清福排行第6。有9名生肖屬兔的契仔、契女，包括前英皇娛樂旗下藝人周英杰（清晞誦）。多年來收徒無數，包括已故影星林黛獨子龍宗瀚、前香港高等法院大法官王見秋的女兒王穎妤、香港高等法院大法官薛偉成的前法庭助理陳廷謙、周啟邦夫婦的兒子周國豐、無綫電視藝員朱滙林、意見領袖林作等。
馬來西亞高中畢業後，到英國劍橋大學唸法律，於1971年得法律學士。留學期間受錫金籍友人影響而皈依藏传佛教密宗。其後曾任《遠東經濟評論》助理編輯，派駐香港當「中國通訊特派員」，約工作年半之後，清洪轉投法律界，在1976年正式成為大律師，1988年成為御用大律師。 他曾服務的城中名人政客不少，包括武打明星陳惠敏，立法會議員詹培忠、仁濟醫院前副主席李緯念、環球唱片前總裁陳少寶、商人毛玉萍、林建名、陳焯林及英皇娛樂藝人謝霆鋒和契女莊思明的男友楊明等。
2006年7月，清洪在香港機場貴賓室與職員發生衝撞，其後乘飛機離港，職員事後報警求助，9月初清洪回港即被警方以「襲擊罪」拘捕。2006年11月23日，由於證據不足，律政司決定撤銷對清洪的控罪。 

## 軼聞
「清洪」一名改自其本名。因「葉」非其真姓，所以選擇從本名中改掉「福」這個字，再保留一個「清」字，取名「清洪」，「氵」加上「氵」寓意一定可以水源充足，天下第一。

## 認許資格
- 英國大律師（1969年）
- 香港大律師（1976年）
- 香港御用大律師（1988年）
- 香港資深大律師（1997年）

## 近作
香港報紙及雜誌（《星島日報》、《英文虎報》等）專欄作家，發表政見及法律新觀點，同時為香港報業評議會成員。

## 外部連結
- Bar List at HKBA （页面存档备份，存于）
- 《清洪「廉署剋星」專攻刑事 多為娛圈名人打官司》明報 2006年9月19日[]